# Eduard Bierhoff
Eduard Bierhoff (* 17. Juni 1900 in Köln; † 19. Juni 1981 in Düren) war ein deutscher Verwaltungsjurist.

## Leben
Bierhoff studierte Rechtswissenschaften und promovierte zum Dr. jur. Nach neun Jahren als Kreissyndikus in Schleiden, wo er auch seine Frau kennenlernte, ging er 1937 in den Siegkreis. Dort war er zuerst stellvertretender Landrat und arbeitete in den Kriegsjahren in Vertretung als Chef der dortigen kommunalen Verwaltung.
Von 1952 bis 1965 war er Oberkreisdirektor des nordrhein-westfälischen Kreises Düren. Danach war er beim Industrie-Wasserverband in Düren tätig.
Er war verheiratet und hatte vier Kinder. Bierhoff wohnte in der Eberhard-Hoesch-Straße in Düren. Oliver Bierhoff, der Sportdirektor des DFB, und die Fernsehmoderatorin Nicole Bierhoff sind Enkelkinder von Eduard Bierhoff. Deren Vater wiederum ist Rolf Bierhoff, ehemaliges Mitglied im Aufsichtsrat von RWE. Rolf Bierhoff war zusammen mit Karl-Heinz Schnellinger Jugendnationalspieler (Torwart) und Zweitligaspieler bei der SG Düren 99 und wechselte zum Studium zum Karlsruher FV.

## Sonstige Ämter
- Mitglied des Verwaltungsrates beim RWE
- Vorsitzender der Kommunalen Gruppe
- Aufsichtsratsmitglied bei Rheinbraun
- Aufsichtsratsmitglied in verschiedenen Wasserverbänden der Region
- Aufsichtsrat der Rheinischen Heimstätte in Düsseldorf
- Kreisvorsitzender des Deutschen Roten Kreuzes
- Vorstandsmitglied im Deutschen Verein für öffentliche und private Fürsorge in Frankfurt
- Vorsitzender des Sozialausschusses des nordrhein-westfälischen Landkreistages

## Ehrungen
- 1965: Verdienstkreuz 1. Klasse der Bundesrepublik Deutschland
- 1973: Großes Verdienstkreuz der Bundesrepublik Deutschland[1]
- Kronenorden, verliehen durch den belgischen König für die Verdienste um die völkerverbindende Zusammenarbeit (Verleihungsdatum unbekannt)